# كارل سميث (رجل أعمال)
كارل سميث (بالإنجليزية: Carl Smith)‏ هو شخصية أعمال نيوزيلندي، ولد في 19 أبريل 1897 في إدنبرة في المملكة المتحدة، وتوفي في 12 فبراير 1979 في دنيدن في نيوزيلندا.